# Трамлан
Трамлан (фр. Tramelan) — громада  в Швейцарії в кантоні Берн, адміністративний округ Бернська Юра.

## Географія
Громада розташована на відстані близько 45 км на північний захід від Берна.
Трамлан має площу 24,8 км², з яких на 8,8% дозволяється будівництво (житлове та будівництво доріг), 58,7% використовуються в сільськогосподарських цілях, 31,3% зайнято лісами, 1,3% не є продуктивними (річки, льодовики або гори).

## Демографія
2019 року в громаді мешкало 4580 осіб (+7,7% порівняно з 2010 роком), іноземців було 16,8%. Густота населення становила 184 осіб/км².
За віковим діапазоном населення розподілялося таким чином: 21,4% — особи молодші 20 років, 57,8% — особи у віці 20—64 років, 20,8% — особи у віці 65 років та старші. Було 2074 помешкань (у середньому 2,2 особи в помешканні).
Із загальної кількості 2337 працюючих 97 було зайнятих в первинному секторі, 971 — в обробній промисловості, 1269 — в галузі послуг.